# Sungai Selan Atas
Sungai Selan Atas is een bestuurslaag in het regentschap Bangka Tengah van de provincie Bangka-Belitung, Indonesië. Sungai Selan Atas telt 2386 inwoners (volkstelling 2010).